# Stadio nazionale Vasil Levski
Lo stadio nazionale Vasil Levski (in bulgaro: Национален стадион „Васил Левски“) è un impianto situato a Sofia, in Bulgaria, intitolato al rivoluzionario Vasil Levski. È lo stadio più grande di Bulgaria.
Inaugurato ufficialmente nel 1953, è stato ristrutturato nel 1966 e 2002. Già sede delle partite casalinghe del Levski Sofia, ospita le partite interne della nazionale bulgara di calcio e del CSKA 1948 Sofia.

## Storia
Prima della costruzione dello stadio nazionale, su questa superficie erano situati il campo di gioco Levski (dove ha giocato la squadra locale, il Levski Sofia) e lo stadio Ünak (il quale è stato utilizzato come stadio nazionale). Dopo l'abbattimento delle strutture, alla fine degli anni 1940, in quello stesso posto iniziò la costruzione di un nuovo complesso multifunzionale. La costruzione finì nel 1953. La capacità massima di spettatori al tempo fu di 80 000 posti. Lo stadio rimase in questo stato fino 1998, quando iniziò la ricostruzione, per mettere l'impianto in regola secondo i requisiti richiesti dall'UEFA. Nel 1997 si decise di installare i sedili per gli spettatori e di effettuare dei miglioramenti estetici. Nel 1998 cominciò la vera e propria ricostruzione dell'impianto. I lavori, però, non vennero svolti come previsto, per la mancanza dei mezzi e di un piano preciso. Dopo le scoperte di alcune irregolarità nel 2000, i lavori si fermarono. Nel 2001 ricominciarono con buon ritmo e la ricostruzione fu ultimata nell'ottobre del 2002, in vista della partita Bulgaria-Croazia, con la quale si diede inizio alla nuova era dello stadio. La capacità massima di spettatori fu ridotta quasi della metà, a 46 340 posti.

## Utilizzo
Lo stadio viene utilizzato soprattutto per le partite di calcio: la nazionale bulgara disputa qui le gare interne delle qualificazioni al campionato del mondo e al campionato d'Europa. Nell'impianto si disputa anche la finale della Coppa di Bulgaria. L'impianto viene usato anche dal CSKA 1948 Sofia.
Vi si disputano anche gare di atletica leggera (è presente una pista di atletica) e, all'interno della struttura, vi sono spazi per la pratica di arti marziali, ginnastica artistica, pallacanestro, pugilato, ginnastica aerobica, scherma e tennis tavolo.
Nel 1957 lo stadio ha ospitato il campionato europeo di pallacanestro.